# Глогер, Зигмунт

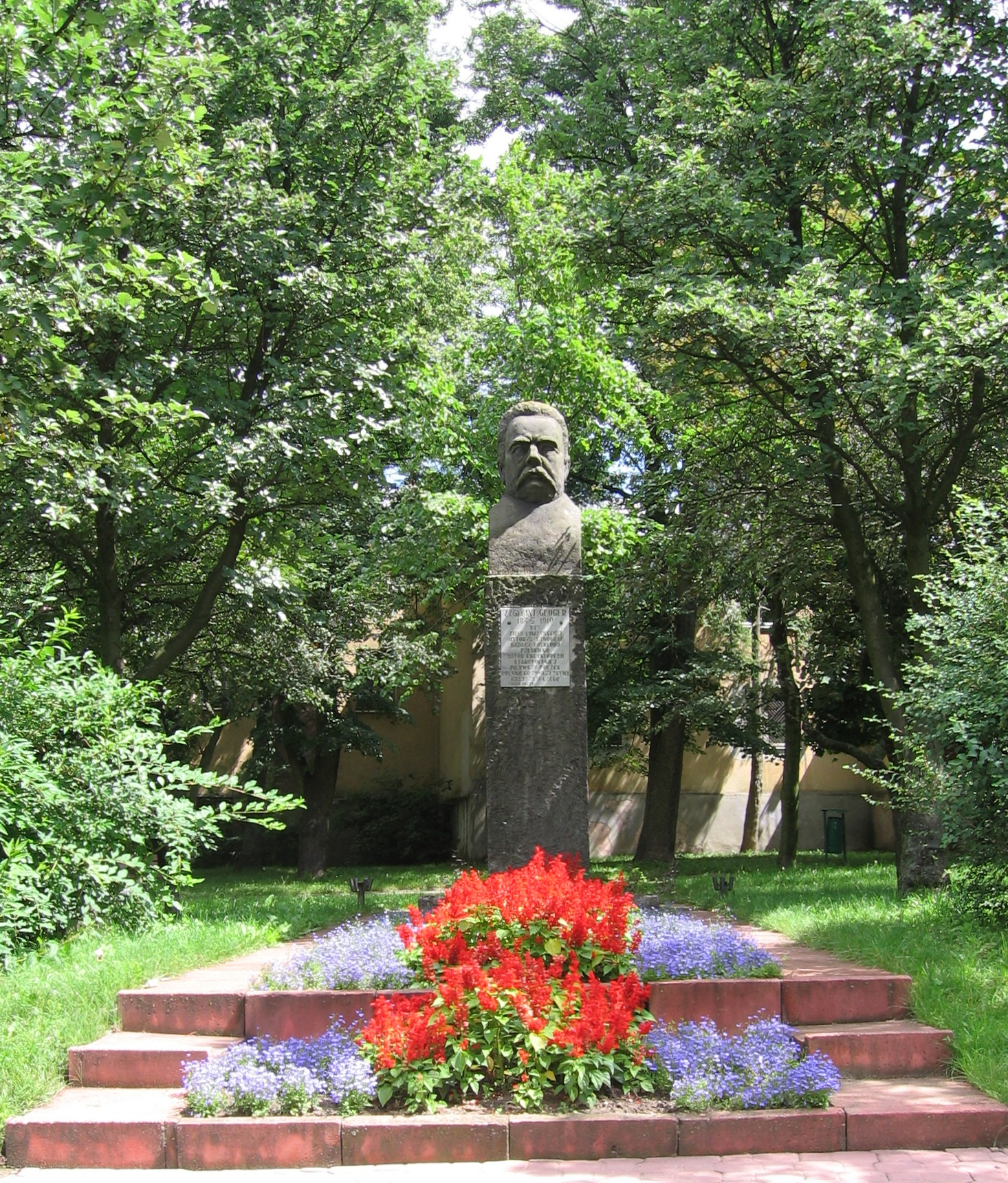
Памятник Глогеру в г. Ломжа

Зигмунт (Сигизмунд) Глогер (пол. Zygmunt Gloger; 3 ноября 1845, д. Тыборы-Камянка Царство Польское Российская империя (ныне гмины Высоке-Мазовецке, Высокомазовецкий повят, Подляское воеводство Польша) — 16 августа 1910, Варшава) — польский учёный-историк, этнограф, археолог, фольклорист, писатель.

## Биография
Представитель шляхетского рода герба Прус. Уроженец Подляшья. В 1867 году окончил Варшавскую главную школу. В следующем году поступил на историко-археологическое отделение Ягеллонского университета. На его дальнейшую научную карьеру в этнографии большое влияние оказали встречи с профессором В. Полем и О. Колбергом.
Первые этнографические работы начал в 1867. Позже осуществил многочисленные поездки с целью проведения этнографических и археологических исследований по землям Польши и Литвы.
Организатор и первый председатель Польского краеведческого общества в Варшаве.
Трактовал этнографию как одну из специальных исторических дисциплин, широко использовал в этнографических исследованиях историко-сравнительный метод. Его труды базировались на материалах, собранных во время комплексных краеведческих исследований земель и населения Подляшья.
Большинство этнографических и фольклорных материалов опубликовал на страницах польских еженедельников, календарей и журналов. Так, в трех томах «Wisły» (1889, 1896, 1898) печатались статьи о пословицах, песнях, сопровождавших крестильные и погребальные обряды украинцев. На страницах «Bіbliotekі Warszawskіеj» публиковал материалы о календарных обрядах.
Его главный труд «Geografia historyczna ziem dawnej Polski» («Историческая география земель древней Польши», 1900) инициировал широкие исследования в области специальных исторических дисциплин.
В археологических исследованиях ученого интересовали проблемы каменного века.
Организовал научные публикации популярных книг.
Член исторической, археологической и антропологической комиссии при Краковской академии знаний. Как член Исторической комиссии польской Академии знаний, участвовал в подготовке многих энциклопедий. Собранные за долгие годы коллекцию, библиотеку и архив завещал Краковскому и Варшавскому этнографическим музеям, Обществам краеведения и библиотеке в Варшаве.

## Избранные труды
З. Глогер — автор около 800 научных работ и статей.
Многочисленные труды Глогера не отличаются единством взглядов и последовательностью. Из них наиболее важны:
- Obrzędy rolnicze (1868),
- Kilka słów о podaniach z okolic Tykocina (1867),
- Obchody weselne (1869),
- Pieśni ludu (1892),
- Księga rzeczy polskich (1896),
- Rok polski w życiu, tradycji i pieśni (1900),
- Notatki z podroży po Niemnie и др.

Кроме того, Глогер издал без подписи несколько книжек для народного чтения, а в 1879 г., под названием «Народная Библиотека» — три книжки: «Krakowiaki», «Kujawiaki и Маzurki», «Baśni i powiecti», затем в 1880 г. «Godу weselne», «Marzenia samotnika» (1883), «Zabawy, gry, zagadki, żarty i przypowiesci» (1886) и др. Некоторые труды Глогера переведены в немецкий язык и изданы в «Materialen zur Vorgeschichte des Menschen» (Иена, 1879).
Смерть Глогера не позволила закончить начатый им второй том энциклопедии «Budownictwo drzewne i wyroby z drzewa w dawnej Polsce» (1907—1909, буквы A-L).
Использовал псевдонимы Pruski, Prus, Ziemianin, Sąsiad, Hreczkosiej.
Похоронен на кладбище Старые Повонзки в Варшаве.

## Память
С 1983 года в Польше проводится конкурс и учреждена медаль имени Зигмунта Глогера за особые достижения в исследовании, охране и развитии культуры.